# Obsession (1976)
Obsession is een Amerikaanse thriller uit 1976 onder regie van Brian De Palma.

## Verhaal
Op een dag worden de vrouw en dochter van zakenman Michael Courtland geschaakt. Om zijn gezin terug te krijgen moet hij een hachelijk avontuur ondergaan. De ontvoerders blijken bovendien voor niets terug te deinzen.

## Rolverdeling
| Acteur                   | Personage                              |
| ------------------------ | -------------------------------------- |
| Cliff Robertson          | Michael Courtland                      |
| Geneviève Bujold         | Elizabeth Courtland / Sandra Portinari |
| John Lithgow             | Robert Lasalle                         |
| Sylvia Kuumba Williams   | Meid                                   |
| Wanda Blackman           | Amy Courtland                          |
| J. Patrick McNamara      | Ontvoerder                             |
| Stanley J. Reyes         | Inspecteur Brie                        |
| Nick Kreiger             | Farber                                 |
| Stocker Fontelieu        | Dr. Ellman                             |
| Don Hood                 | Ferguson                               |
| Andrea Esterhazy         | D'Annunzio                             |
| Thomas Carr              | Krantenjongen                          |
| Tom Felleghy             | Italiaans zakenman                     |
| Nella Simoncini Barbieri | Mevrouw Portinari                      |
| John Creamer             | Vrederechter                           |